# 兪元泰
兪 元泰（ユー・エンタイ、1997年12月3日 - ）は、中国の男子バレーボール選手である。

## 来歴
浙江省出身。友達に誘われて小学5年生からバレーボールを始めた。
2015年、ユース中国代表に選出され、U19世界選手権 (en) に出場した。2016年にはジュニア代表としてU20アジア選手権 (en) に出場してチームの優勝に貢献し、ベストアウトサイドスパイカー賞を受賞し、2017年にはU21世界選手権 (en) に出場した。
2018年、中国代表に選出され、アジア競技大会に出場した。以降も中国代表としてネーションズリーグやアジア選手権に出場する。同年、江蘇広電猫猫男子排球倶楽部に入団。
2019-20シーズン、中国バレーボールリーグでチームは準優勝となり、自身もベストアウトサイドヒッター賞を受賞した。
2023年、パリオリンピック予選にも出場した。同年、V.LEAGUE DIVISION1 MEN（V1男子）に所属するサントリーサンバーズに移籍した。2024年に退団。

## 球歴
- 中国代表
  - ネーションズリーグ - 2022年、2023年
  - アジア選手権 - 2021年、2023年
  - アジア競技大会 - 2018年
- ジュニア中国代表
  - U21世界選手権 - 2017年 (en) 
  - U20アジア選手権 - 2016年 (en)
- ユース中国代表
  - U19世界選手権 - 2015年 (en)

## 所属チーム
- 江蘇広電猫猫男子排球倶楽部（2018-2023年）
- サントリーサンバーズ（2023-2024年）

## 受賞歴
- 2016年 - U20アジア選手権 ベストアウトサイドスパイカー賞
- 2020年 - 中国バレーボールリーグ2019-2020 ベストアウトサイドヒッター賞